# خومنتس
خومنتس (به لهستانی:  Chomęc) یک روستا در لهستان است که در گمینا شمیانتکووو واقع شده‌است. خومنتس ۵۰ نفر جمعیت دارد.